# Mumm-Ra
Mumm-Ra was een Engelse indierock band uit Bexhill-on-Sea. De naam Mumm-Ra komt van de schurk uit de jaren 80-tekenfilmserie ThunderCats. 
Op 7 maart 2007 trad Mumm-Ra op in het voorprogramma van The Killers in de HMH te Amsterdam.
In 2008 werd de band ontbonden.

## Bandleden
- James "Tate" Arguile - Gitaar
- Niall Buckler - Basgitaar, zang
- James "Noo" New - Zang
- Oli Frost - Gitaar, zang
- Gareth Jennings - Drums
- Tommy B - Keyboard

## Discografie

### Album
- These Things Move in Threes (28 mei 2007)

### Singles
- Out of the Question (oktober 2006)
- What Would Steve Do? (februari 2007)
- She's Got You High (mei 2007)
- Starlight (zomer 2007)

### Ep's
- The Dance in France (2005)
- The Dance on the Shore (2006)
- What Would Steve Do? (april 2006)
- Black Hurts Day and the Night Rolls On EP (cd + 10", juli 2006)